# Mende (Ungheria)
Mende è un comune dell'Ungheria di 4.293 abitanti (dati 2008) situato nella contea di Pest, nell'Ungheria settentrionale.